# گروه آدمیرال

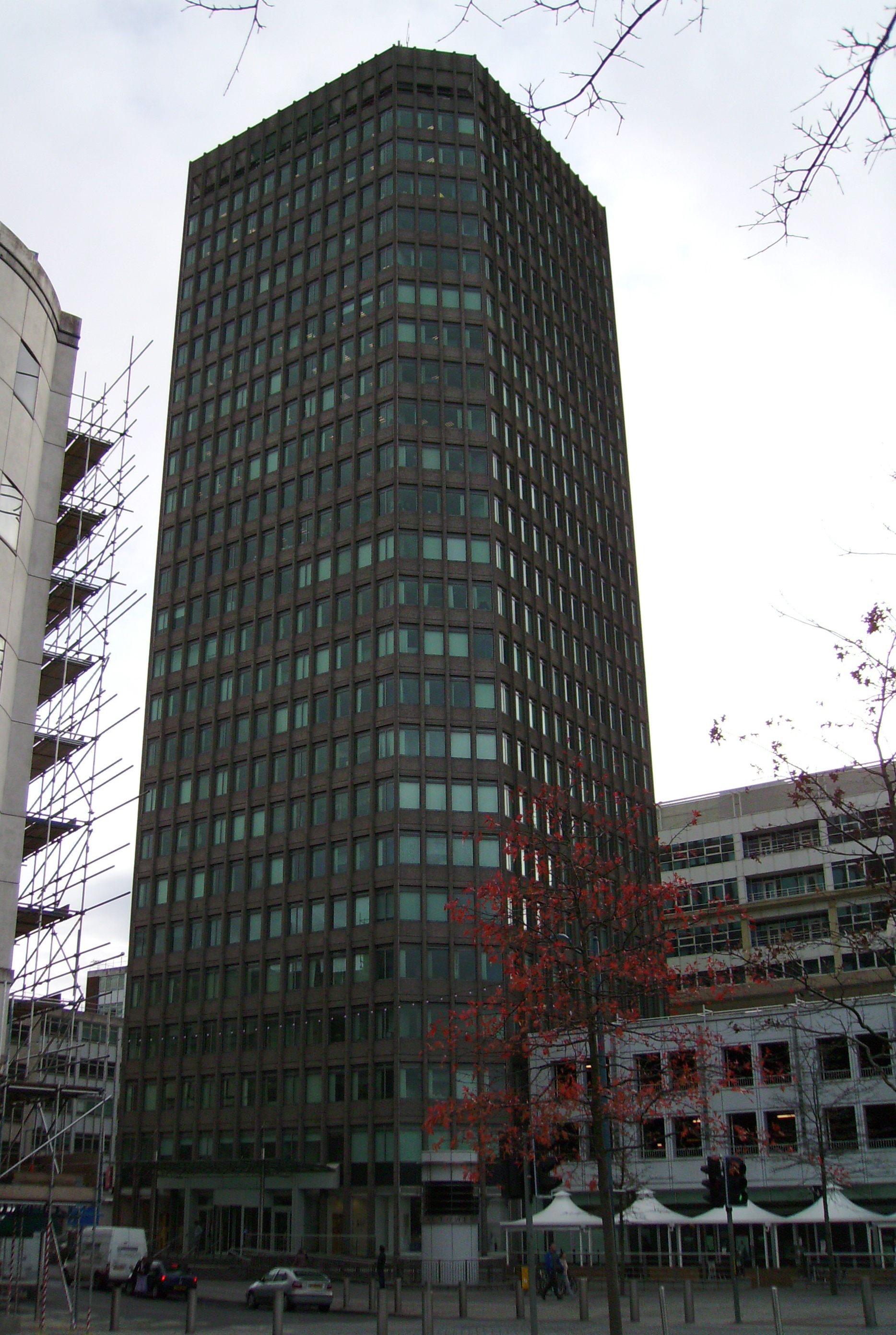
دفتر مرکزی گروه آدمیرال در شهر کاردیف، ولز

گروه آدمیرال (به انگلیسی: Admiral Group) شرکت بیمه ولزی است، که بخش عمده فعالیت‌های آن در زمینه ارائه خدمات بیمه خودرو متمرکز می‌باشد.
شرکت آدمیرال در سال ۱۹۹۳ توسط هنری انگلهارت تأسیس شد و در حال حاضر دارای عملیات در کشورهای ایتالیا (شرکت کونته)، اسپانیا (شرکت بالومبا اند راستریتور)، فرانسه (شرکت لیلینکس اند لولیور) و ایالات متحده آمریکا (شرکت بیمه الفنت) می‌باشد. دفتر مرکزی این شرکت در شهر کاردیف، ولز قرار دارد و بخشی از سهام آن در بازار بورس لندن معامله می‌شود.